# Supertrain
A Supertrain egy televíziós sci-fi-kalandfilmdrámasorozat, amely 1979. február 7-étől 1979. május 5-éig futott az NBC-n.
A történet egy "Szupervonaton" zajlott, ami egy atommeghajtású, nagysebességű vonat. A szerelvényben olyan luxusszolgáltatások voltak (uszoda, bevásárlóközpont…) mint egy luxus óceánjáróban.
A vonat olyan nagy volt, hogy széles vágányokon futott (nem pedig 2 párhuzamos vágányon, mint ahogy néhány reklámplakáton ábrázolták).
Az utazás 36 órát vett igénybe New Yorkból Los Angelesbe. A történet több szálon futott, a vonaton utazók társadalmi helyzetét mutatta be, és a szereposztás legnagyobb része vendégcsillagokból állt. A forgatás a hatalmas díszletekkel és a külső felvételekhez való csúcstechnológiás modellvonattal bonyolult volt.
Akkoriban a Supertrain volt a legdrágább sorozat, amit addig készítettek az Egyesült Államokban. A forgatást jelentősen megdrágította a rengeteg drága díszlet, a modellvasút, amelyből egy le is zuhant a forgatások alatt. A sorozatnak alacsony volt a nézettsége, az NBC majdnem tönkre is ment. Akkoriban ez a sorozat számított minden idők legnagyobb televíziós bukásának.
Kilenc epizód készült, egy 2 órás kísérleti epizódot is beleértve.